# Annotation (java)
Annotation (representado pela inicial @), é um recurso da Plataforma Java, introduzido como padrão de linguagem na versão 1.5. (biblioteca java.lang.annotation*;).

## Descrição
Fornece a opção do uso de metadata ao longo do código que podem ser posteriormente interpretadas por um compilador ou pré compilador que irá realizar alguma tarefa pré definida.
O Annotation evita em muitos casos a criação de arquivos XML de configuração, que tornam tão difícil a compreensão de alguns sistemas. Além de ajudar na automatização de algumas tarefas, tais como a criação das interfaces do EJB e a criação das configurações dos WebServices.
Anterior a ele, esta funcionalidade não era nativa na plataforma, e uma função parecida a essa só era possível com o uso de uma API externa, o Xdoclet.

## Algumas anotações
Existem atualmente mais de 60 anotações;
- @Entity - Declara uma entidade do tipo relacional, como uma tabela, porém é uma classe java.
- @Id - Define o identificador da tabela
- @SequenceGenerator - Forma de auto incremento de determinado campo

## Exemplo
```
  
// @Twizzle é uma anotação do método ''toggle()''.

  
@Twizzle

  
public
 
void
 
toggle
()
 
{

  
}

  
// Declaração da anotação Twizzle.

  
public
 
@interface
 
Twizzle
 
{

  
}

```

Anotações também podem incluir parametros e chaves:
```
  
// Usado também: @Edible(value = true)

  
@Edible
(
true
)

  
Item
 
item
 
=
 
new
 
Carrot
();

  
public
 
@interface
 
Edible
 
{

    
boolean
 
value
()
 
default
 
false
;

  
}

  
@Author
(
first
 
=
 
"Oompah"
,
 
last
 
=
 
"Loompah"
)

  
Book
 
book
 
=
 
new
 
Book
();

  
public
 
@interface
 
Author
 
{

    
String
 
first
();

    
String
 
last
();

  
}

```

## Associação
A relação de cardinalidade para as entidades é feita da forma tradicional, ou seja; 
- @OneToMany - 1 para muitos
- @ManyToOne - Muitos para 1
- @OneToOne - 1 para 1
- @ManyToMany - Muitos para muitos